# София Хенриета фон Валдек
София Хенриета фон Валдек (на немски: Sophia Henriette von Waldeck; * 3 август 1662, Аролзен; † 15 октомври 1702, Ербах) е графиня фон Валдек и чрез женитба херцогиня на Саксония-Хилдбургхаузен.

## Живот
Дъщеря е на генерал-фелдмаршал граф Георг Фридрих фон Валдек-Айзенберг (1620 – 1692) и съпругата му графиня Елизабет Шарлота фон Насау-Зиген (1626 – 1694), дъщеря на фелдмаршал граф Вилхелм фон Насау-Хилхенбах (1592 – 1642) и графиня Кристина фон Ербах (1596 – 1646).
София Хенриета се омъжва на 30 ноември 1680 г. в Аролзен за Ернст (1655 – 1715), херцог на Саксония-Хилдбургхаузен от род Ернестинските Ветини, приятел и военен колега на нейния баща. Те живеят до 1683 г. в Аролзен. След завършването на двореца в Хилдбургхаузен те резидират там. Херцогинята умира през 1702 г. в дворец Ербах, десет дена след раждането на най-малкия си син. Погребана е като първа в новата княжеска гробница под дворцовата църква.

## Деца
- Ернст Фридрих I (1681 – 1724)
- София Шарлота (1682 – 1684)
- София Шарлота (1685 – 1710)
- Карл Вилхелм (1686 – 1687)
- Йозеф Фридрих (1702 – 1787)